# 3071 Нестеров
3071 Нестеров (енгл. 3071 Nesterov) је астероид са средњом удаљеношћу од Сунца која износи 3,222 астрономских јединица (АЈ).
Апсолутна магнитуда астероида је 11,8.